# Pseudomeloe sanguinipennis
Pseudomeloe sanguinipennis es una especie de coleóptero de la familia Meloidae.

## Distribución geográfica
Habita en Argentina.